# Batrachoides walkeri
Batrachoides walkeri е вид лъчеперка от семейство Batrachoididae.

## Разпространение
Видът е разпространен в Панама.

## Описание
На дължина достигат до 17 cm.
Популацията на вида е намаляваща.